# Runaway Slave
Albums de Showbiz & A.G.
Soul Clap
(1992) Goodfellas
(1995)
Singles
1. Fat Pockets
Sortie : 1992
2. Bounce ta This
Sortie : 1993

Runaway Slave est le premier album studio de Showbiz & A.G., sorti le 22 septembre 1992.
L'album s'est classé 78e au Top R&B/Hip-Hop Albums.

## Liste des titres
| No  | Titre                                                                      | Contient un (des) sample(s) de | Durée |
| --- | -------------------------------------------------------------------------- | --- | ----- |
| 1.  | Still Diggin' (featuring Diamond D – Produit par Showbiz)                  | Statues de Jack Bruce Don't Change Your Love des Five Stairsteps Sometimes I Rhyme Slow de Nice & Smooth                                                                                 | 3:42  |
| 2.  | Fat Pockets (Produit par Showbiz)                                          | Soul Kitchen de Buddy Rich Diggin' in the Crates de Showbiz & A.G. featuring Diamond D et Lord Finesse Fools de Deep Purple                                                              | 3:37  |
| 3.  | Bounce ta This (featuring Dres – Produit par Showbiz)                      | | 3:49  |
| 4.  | More Than One Way Out the Ghetto (Produit par Showbiz)                     | Turkish Black des Jazz Crusaders Via the Spectrum Road du Tony Williams Lifetime Hot and Nasty de Black Oak Arkansas                                                                     | 4:28  |
| 5.  | Silence of the Lambs (Remix) (Produit par Showbiz)                         | Something de Charles Kynard | 4:50  |
| 6.  | 40 Acres and My Props (Produit par Showbiz)                                | | 4:19  |
| 7.  | Runaway Slave (Produit par Showbiz)                                        | Glimpses des Yardbirds Sweetie Pie de Stone Alliance | 4:49  |
| 8.  | Hard to Kill (Produit par Showbiz et Diamond D)                            | Ain't Got Time du Roy Ayers Ubiquity Wah Wah Man du Young-Holt Unlimited Mini-Manhunt de David Shire Alone Together d'Eric Dolphy Fire & Fury Grass Roots Speech (Side One) de Malcolm X | 5:12  |
| 9.  | Hold Ya Head (Produit par Showbiz)                                         | Born to Be Blue de Jack Bruce The Gypsy de Deep Purple Flash It to the Beat de Grandmaster Flash and The Furious Five                                                                    | 4:36  |
| 10. | He Say, She Say (Produit par Showbiz)                                      | There Was a Time du Dee Felice Trio Behind the Wall of Sleep de Black Sabbath Sometimes I Rhyme Slow de Nice & Smooth                                                                    | 4:18  |
| 11. | Represent (featuring Big L, Deshawn et Lord Finesse – Produit par Showbiz) | Sam Enchanted Dick (Medley) de Jack Bruce Catchin' Wreck de Showbiz & A.G. Sing a Simple Song de Sly & the Family Stone                                                                  | 5:53  |
| 12. | Silence of the Lambs (Produit par Showbiz)                                 | Chicken Pox de Booker T. & the M.G.'s Synthetic Substitution de Melvin Bliss | 5:07  |
| 13. | Party Groove (Bass Mix) (Produit par Showbiz)                              | | 3:19  |
| 14. | Soul Clap (Short Version) (Produit par Diamond D)                          | | 4:02  |
| 15. | Catchin' Wreck (Produit par Showbiz)                                       | Cry Baby Cry de Ramsey Lewis Ode to Billie Joe de Lou Donaldson | 4:15  |
| 16. | Party Groove (Instrumental) (Produit par Showbiz)                          | | 3:18  |